# Horace Parnell Tuttle
| Odkryte planetoidy: 2 | Odkryte planetoidy: 2 |
| --------------------- | --------------------- |
| (66) Maja             | 9 kwietnia 1861       |
| (73) Klytia           | 7 kwietnia 1862       |

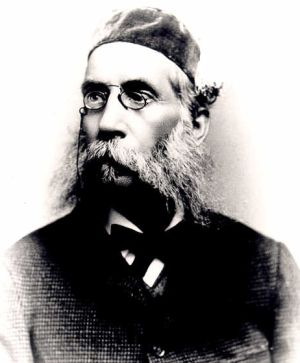
Horace Parnell Tuttle

Horace Parnell Tuttle (ur. 17 marca 1837 w Newfield, zm. 16 sierpnia 1923 w East Falls Church) – amerykański astronom, brat Charlesa Tuttle’a.

## Życiorys
W latach 1857–1862 pracował w Harvard College Observatory. Nie miał wykształcenia astronomicznego, a na stanowisku asystenta w obserwatorium zastąpił brata, który zrezygnował, by poświęcić się karierze prawniczej. W trakcie wojny secesyjnej Horace Parnell Tuttle zrezygnował z pracy w Harvard College Observatory i wstąpił do 44. Ochotniczego Regimentu Piechoty Massachusetts, później został płacmistrzem w United States Navy, gdzie służył do 1875 roku. Prowadził także obserwacje astronomiczne w United States Naval Observatory. Po opuszczeniu marynarki prowadził pomiary geodezyjne w stanach Dakota, Kolorado i Wyoming, po czym w 1884 roku wrócił do Waszyngtonu, gdzie imał się różnych zajęć.
Odkrył dwie planetoidy. Był także odkrywcą lub współodkrywcą wielu komet, najbardziej znaczące z nich to 55P/Tempel-Tuttle i 109P/Swift-Tuttle. Jego nazwiskiem nazwano planetoidę (5036) Tuttle.